# Rondehaie
Rondehaie est un hameau de la commune belge de Theux située en Région wallonne dans la province de Liège. Avant la fusion des communes de 1977, le hameau faisait déjà partie de la commune de Theux.

## Situation
Ce hameau ardennais se situe sur le versant ouest de la Hoëgne à 3,5 km du centre de Theux, à 2 km de Juslenville situés dans la vallée et à 1 km du hameau de Tancrémont situé sur le plateau.

## Description
Rondehaie est un hameau assez concentré constitué d'une petite vingtaine de fermettes bâties en moellons de grès et en pierre calcaire. Ces bâtisses construites principalement au XVIIIe siècle donnent à l'unique rue du hameau un cachet et une belle unité architecturale préservés grâce à un relatif isolement.